# 22812 Рікер
22812 Рікер (22812 Ricker) — астероїд головного поясу, відкритий 7 вересня 1999 року.
Тіссеранів параметр щодо Юпітера — 3,495.